# Old Vic

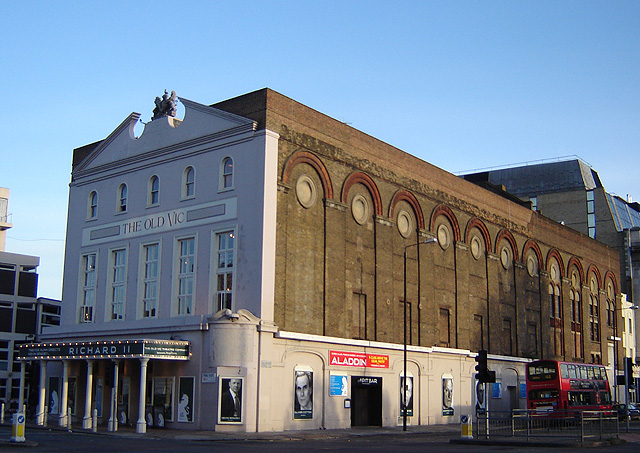
Old Vic

Old Vic este un teatru din Londra, înființat în 1818 de către William Barrymore sub numele de „Royal Coburg Theatre”. A fost preluat de Emma Cons în 1880 și redenumit „Royal Victoria Hall”.

## Istoric
Lilian M. Baylis, o nepoată a Emei Cons, a preluat conducerea teatrului în 1898 și, începând cu 1914, a pus în scenă piese shakespeariene. 
Old Vic a fost de asemenea numele unei companii teatrale bazată la teatru. Ea a format nucleul „Teatrului Național al Marii Britanii” când acesta a fost format în 1963 sub conducerea lui Laurence Olivier.
Piesele au continuat să fie jucate pe scena teatrului Old Vic până în anul 1976, când compania s-a mutat într-un sediu nou.
Din 2004, Kevin Spacey răspunde de repertoriul artistic.